# Мур, Рональд
Рональд Доул Мур (англ. Ronald Dowl Moore; род. 5 июля 1964, Чоучилла, Калифорния, США), американский сценарист и продюсер, известный по своей работе над франшизой «Звёздный путь» («Звёздный путь: Следующее поколение», «Звёздный путь: Поколения», «Звёздный путь: Первый контакт», «Звёздный путь: Глубокий космос 9», «Звёздный путь: Вояджер»), сериалам «Звёздный крейсер «Галактика»» и «Ради всего человечества». В 2005 году Рональд получил премию Пибоди за работу над сериалом «Звёздный крейсер „Галактика“».
В 2013 году стал продюсером и сценаристом сериала «Чужестранка», основанного на цикле романов Дианы Гэблдон.

## Награды
- 1995 Премия «Хьюго» за лучшую постановку за Звёздный путь: Следующее поколение
- 2005 Премия Пибоди за Звёздный крейсер «Галактика»
- 2005 Премия «Хьюго» за лучшую постановку за Звёздный крейсер «Галактика»
- 2008 Премия Эмми за Battlestar Galactica: Razor Flashbacks